# Kurt Børge Nikolaj Nielsen
Kurt Børge Nikolaj Nielsen, også kendt som Kurt "Nikkelaj" Nielsen (født 2. september 1924 i Skovshoved, død 17. juli 1986 i Nykøbing Falster) var en dansk fodboldspiller og træner.

## Karriere som spiller
I Danmark spillede Kurt Nielsen for Skovshoved IF. Han skrev siden kontrakt med den franske storklub Olympique Marseille.
Han opnåede tre A-landsholdskampe for Danmark og scorede tre landskampsmål.

## Karriere som træner
I 1957 vendte Kurt Nielsen tilbage til Danmark som træner for Frederikshavn fI. Her gav han debut til stortalentet Harald Nielsen og var med til at føre holdet op i 2. division.
Efter to sæsoner som træner for Skovshoved i 1. division flyttede Kurt Nielsen i 1961 til B 1901. Det blev til oprykning til 1. division med klubben i 1962, men i 1965 var Kurt Nielsen igen at finde som træner i Frederikshavn. Den nordjyske klub var nu tilbage i 2. division, som den senere rykkede ud af i 1966, mens Kurt Nielsen var træner.
I 1967 var Kurt Nielsen igen tilbage hos B 1901, hvor han blev de følgende ni sæsoner. Året efter rykkede klubben op i 1. division, og i 1972 blev B 1901 nummer fire i 1. division, klubbens hidtil bedste placering. I 1973 nåede B 1901 pokalfinalen for første gang i klubbens historie, men tabte 0-2 til Randers Freja.
I 1976 blev han ny landstræner, og sideløbende med jobbet som landstræner fungerede Kurt Nielsen også som træner i 3. divisionsklubben Herfølge BK, da professionel fodbold blev indført i 1978. Klubben rykkede samme år op i 2. division, men midtvejs i sæsonen 1980 rykkede Kurt Nielsen tilbage til B 1901, som han samme år førte op i 1. division. Han stoppede i klubben efter sæsonen 1981. I 1985 blev Kurt Nielsen for fjerde gang træner for B 1901, efter at holdet var rykket ned i 3. division. I alt nåede Kurt Nielsen at være træner for B 1901 i 17 sæsoner.

## Landstræner
Som landstræner nåede han ingen større resultater og kom til at stå for den lidt tilbagelænede danske, hyggestemning i landsholdstruppen, som efterfølgeren Sepp Piontek gjorde op med til fordel for disciplin og professionalisme. I 1976 stod han dog i spidsen for holdet, der besejrede arvefjenden Sverige på udebane for første gang siden 1937. Sejren over Sverige blev i kvalifikationen til VM 1978 fulgt op af to storsejre over Cypern, men selvom landsholdet var i stand til at spille lige op med stærke nationer som Portugal, Polen, Frankrig, Italien, England og Bulgarien, så fik Kurt Nielsen aldrig rettet op på landsholdets defensive problemer.

## Diverse
Kurt Nielsen og svømmeren Inge Sørensen som begge er født 1924, boede i samme gade i Skovshoved og gik begge i Skovshoved Skole.
Kurt Nielsen er begravet på Ordrup Kirkegård.